# 안드로겐 무감응 증후군
안드로겐 무감응 증후군(androgen insensitivity syndrome; AIS, 남성호르몬 무감응 증후군) 또는 안드로겐 불감성 증후군(남성호르몬 불감성 증후군)은 안드로젠 수용체 유전자에 돌연변이가 일어나 안드로겐 수용체가 결핍되어 남성의 1차성징이 나타나지 않는 질병이다. 간성을 유발시킨다.
보통 X염색체에 있는 유전자이상에 의해 일어나므로, 열성 반성유전을 한다. 이 증후군을 가진 XY 남성은 생식력이 없으므로 XX 여성이 두 염색체에 모두 유전자에 이상이 생긴 경우는 보인자인 어머니의 잘못된 유전자가 있는 X 염색체만 두 개를 물려받는 단친 이염색체성으로 생겨날 가능성이 매우 드물게 있기는 하지만 아직 알려져 있지 않다.

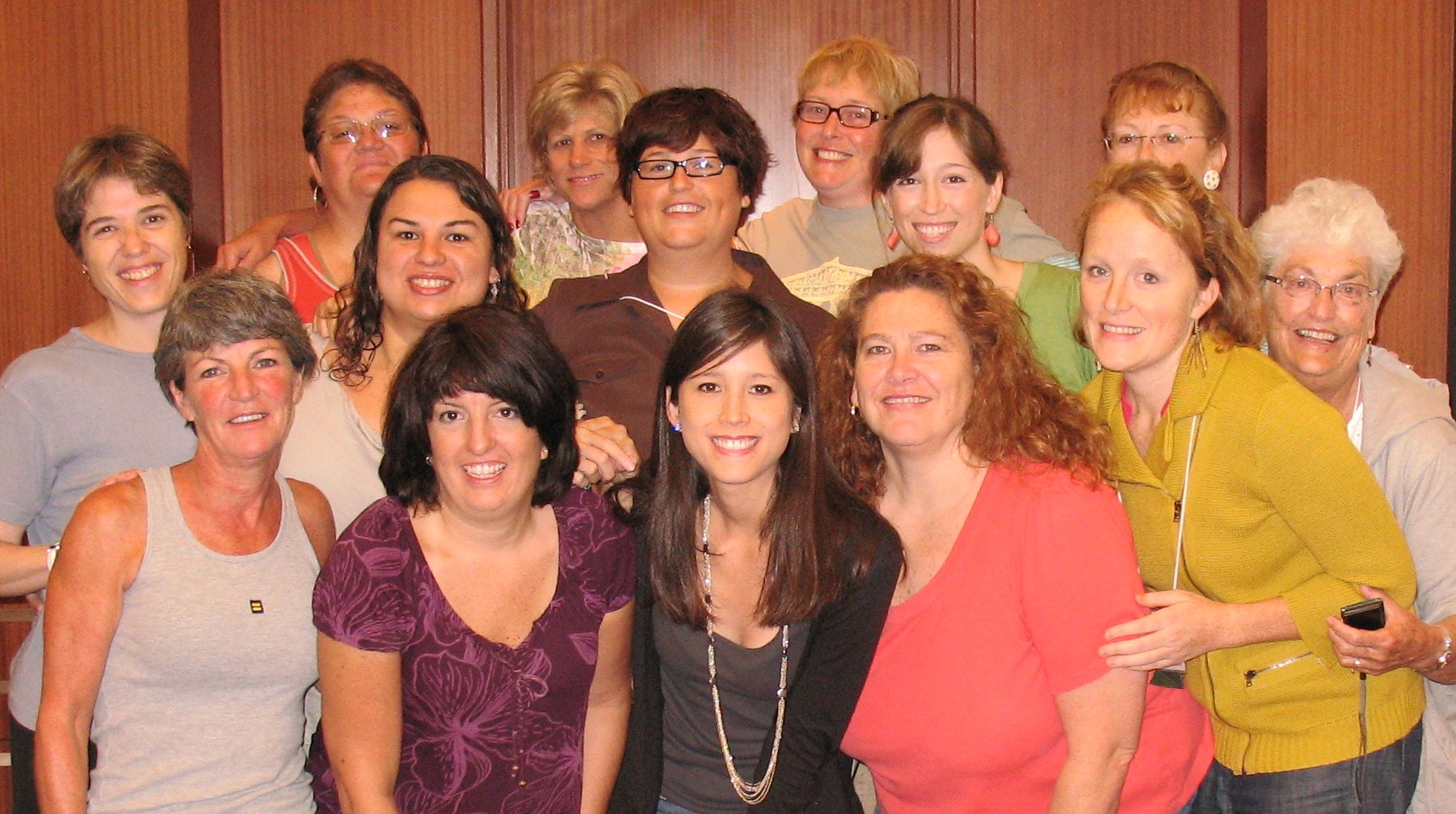
안드로겐 무감응 증후군을 가진 사람들.

아이의 경우 안드로젠에 의해 나타나는 음모의 발달 등이 나타나지 않으며, 완전형의 경우 여성의 2차 성징이 나타나며, 완전히 차단되지 않은 경우는 불임 남성에서 외관상 여성에 가까운 정도까지 다양하다.
모두 불임이며, 완전형의 경우도 짧은 질로 인해 성교에 문제가 있다.
완전형의 경우는 남성호르몬의 전환에 의해 여성의 외모와 거의 비슷하다.

## 같이 보기
- 인터섹스

- 선천 부신 과다형성
- 5알파-환원효소 2 결핍증